# Männerchor Derschlag
Der Männerchor der Evangelisch-Freikirchlichen Gemeinde Derschlag (kurz: Männerchor Derschlag; auch: Derschlager Männerchor oder Männerchor der Baptistengemeinde Derschlag) war ein Vokalensemble von männlichen Stimmen, das über mehrere Jahrzehnte hinweg prägend in der deutschsprachigen christlichen Chormusikszene im freikirchlichen Raum aktiv war.

## Geschichte
Der Männerchor der Baptistengemeinde Derschlag wurde 1882 ins Leben gerufen. Unter der Leitung von Paul Speitmann gehörte der Chor 1956 zu den ersten Interpreten des Schallplattenlabels Frohe Botschaft im Lied. Die Singles fanden eine breite Verwendung im Programm des Evangeliums-Rundfunk, sodass der Männerchor Derschlag sich bald eines breiten Bekanntheitsgrades im gesamten deutschsprachigen Raum erfreute. 1964 übernahm Jürgen Speitmann die Chorleitung. Anfängliche A-Cappella-Interpretationen wichen unter seiner Leitung über Jahrzehnte zeitgemäß angenäherten Arrangements. In seinem Selbstverständnis missionarisch ausgerichtet, fand alljährlich ein Einsatz bei einer ausgewählten Zeltevangelisationsveranstaltung in ganz Deutschland statt. Ferner konnte sich der Chor durch eine enge Zusammenarbeit mit dem kanadischen Männerensemble Wort-des-Lebens-Quartett ab 1967 bis in die 1980er Jahre hinein als relevantes Sprachrohr der christlichen Musikszene behaupten.

## Diskografie

### Singles
| Jahr | Titel                                    | Titel                                                         | Label                          |
| Jahr | Seite A                                  | Seite B                                                       | Label                          |
| ---- | ---------------------------------------- | ------------------------------------------------------------- | ------------------------------ |
| 1956 | Wo eilst du hin                          | Wo eilst du hin                                               | Frohe Botschaft im Lied 45.004 |
| 1956 | - Weiß ich den Weg auch nicht            | - Wo eilst du hin                                             | Frohe Botschaft im Lied 45.004 |
| 19?? | - Wir sind ein Volk, vom Strom der Zeit  | - Keinen Heiland, keinen Herrn                                | Frohe Botschaft im Lied 45.008 |
| 19?? | - Herr Gott, du bist unsre Zuflucht      | - Gottes gewaltige Hand                                       | Frohe Botschaft im Lied 45.010 |
| 19?? | - Mit dem Herrn fang alles an            | - Und wenn ich redete mit Engelszungen - Einen Namen nenn ich | Frohe Botschaft im Lied 45.012 |
| 19?? | - Wer geht dort tief gebückt             | - O drückten Jesu Todesmienen                                 | Frohe Botschaft im Lied 45.016 |
| 19?? | Wer pflanzte die Blumen ins grüne Feld   | Wer pflanzte die Blumen ins grüne Feld                        | Frohe Botschaft im Lied 45.018 |
| 19?? | - Wer pflanzte die Blumen ins grüne Feld | - Alles Leben strömt aus dir                                  | Frohe Botschaft im Lied 45.018 |
| 19?? | - Näher, mein Gott, zu dir               | - Wie mit grimmgem Unverstand                                 | Frohe Botschaft im Lied 45.022 |
| 19?? | - Lobe den Herren, o meine Seele         | - Ich weiß, dass mein Erlöser lebt                            | Frohe Botschaft im Lied 45.026 |
| 19?? | - O dass ich tausend Zungen hätte        | - Wer unter dem Schirm des Höchsten sitzt                     | Frohe Botschaft im Lied 45.032 |
| 19?? | - Herz, lass dein Sorgen sein            | - Mach dich auf - Unterm Kreuz ist Friede                     | Frohe Botschaft im Lied 45.055 |
| 19?? | - Dein sind wir, Jesus, Gottes Sohn      | - Nur kurz ist unser Pilgerlauf                               | Frohe Botschaft im Lied 45.063 |
| 19?? | - Bis in den Tod                         | - Herr, führe du                                              | Frohe Botschaft im Lied 45.069 |

### Alben
| Jahr | Titel                           | Verlag        | Anmerkung |
| ---- | ------------------------------- | ------------- | --------- |
| 1973 | Tausend Dinge dieser Welt       | EFG Derschlag |           |
| 1976 | Lieder der Freude               | Janz Team     |           |
| 1981 | Herr Gott, dich loben wir       | Gerth Medien  |           |
| 1986 | Gebt Gott allein die Ehre!      | Janz Team     |           |
| 1982 | Frohe Weihnacht                 | Janz Team     |           |
| 198? | Wer diesem Felsen fest vertraut | Hintermann    |           |

### Kollaborationsalben
| Jahr | Titel                           | Label           | Anmerkung                                                                        |
| ---- | ------------------------------- | --------------- | -------------------------------------------------------------------------------- |
| 1970 | Jesus allein                    | Wort des Lebens | Kollaborationsalbum mit Wort des Lebens Quartett                                 |
| 1973 | Herr, deine Güte reicht so weit | Gerth Medien    | Kollaborationsalbum mit Wetzlarer Evangeliumschor sowie Wort-des-Lebens-Quartett |
| 197? | Ich weiß, dass mein Erlöser     | Janz Team       | Kompilation von Singles vom Männerchor Derschlag sowie dem Evangeliumsquartett   |

## Schriften
- Jakobs; Klinger; Langefeld; Speitmann: Jesus Christus – Ihm sei Ehre in der Gemeinde: 100 Jahre Männerchor der Ev.-Freikirchl. Gemeinde Derschlag. Gummersbach